# Vayres (rivière)
Pour les articles homonymes, voir Vayres.
La Vayres est une rivière française du département de la Haute-Vienne dans la région Nouvelle-Aquitaine et un affluent de la Grêne, donc un sous-affluent de la Loire par la Vienne.

## Géographie
D'une longueur de 14,2 kilomètres, la Vayres prend sa source près d'Oradour-sur-Vayres près du hameau Beauséjour, à l'altitude 322 mètres et passe près du bourg de Vayres. Elle se jette en rive gauche à Rochechouart dans la Grêne sous le château de Rochechouart, à 100 mètres au sud-est, à environ 185 mètres d'altitude.

## Communes et cantons traversés
Dans le seul département de la Haute-Vienne, la Vayres traverse trois communes et deux cantons :
- dans le sens amont vers aval : Oradour-sur-Vayres (source), Vayres et Rochechouart (confluence).

Soit en termes de cantons, la Vayres prend source dans le canton d'Oradour-sur-Vayres et conflue dans le canton de Rochechouart.

## Affluents
La Vayres a quatre affluents référencés deux ruisesaux et un bras :
- le ruisseau la Tourate (rg) 2,8 km sur Vayres.
- le ruisseau le Grava (rg) 3,9 km sur Chéronnac et Vayres avec trois affluents dont :
  - le ruisseau la Prunelle (rd) 3,5 km sur Saint-Bazile et Vayres.
- Le bras de la Vayres est sur la commune de Rochechouart, près du plan d'eau de Boischenu - pêche (2e catégorie) - de 7 hectares[3] et près du lieu-dit Puyjean.

Par contre Géoportail signale aussi le ruisseau du Rat sur Oradour-sur-Vayres en rive droite et prenant source près du lieu-dit l'Écubillou.

## Toponymes
La Vayres a donné son hydronyme à deux communes : Vayres et Oradour-sur-Vayres.

## Aménagements
Quelques moulins se trouvent sur son cours et dans le parc naturel régional Périgord Limousin :
- le moulin de Boischenu, le moulin des Sangles, le moulin de chez Brandy, le moulin des Monts.